# Saupferchbuckel

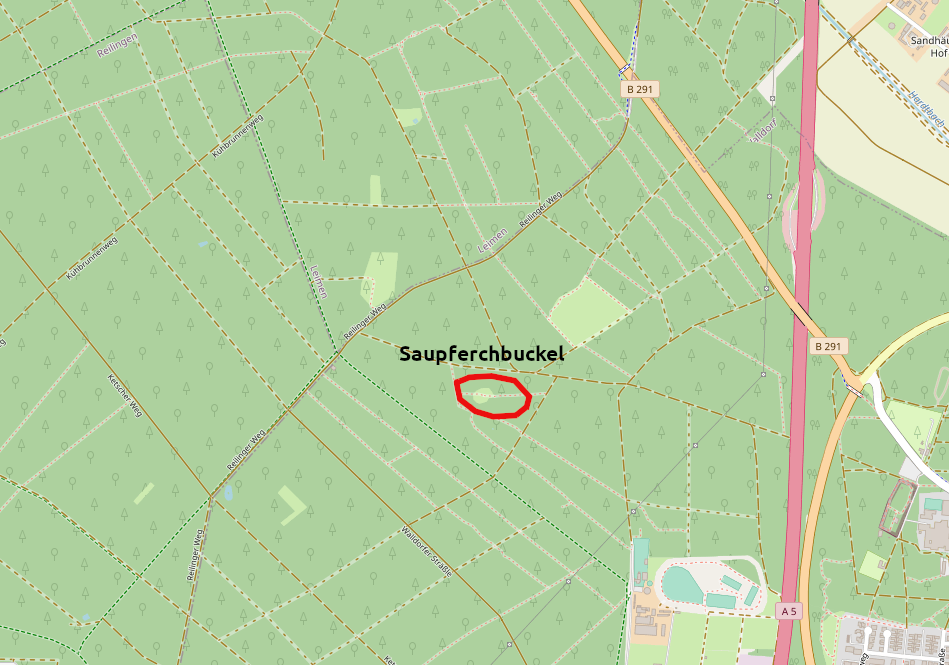
Lage des Saupferchbuckels

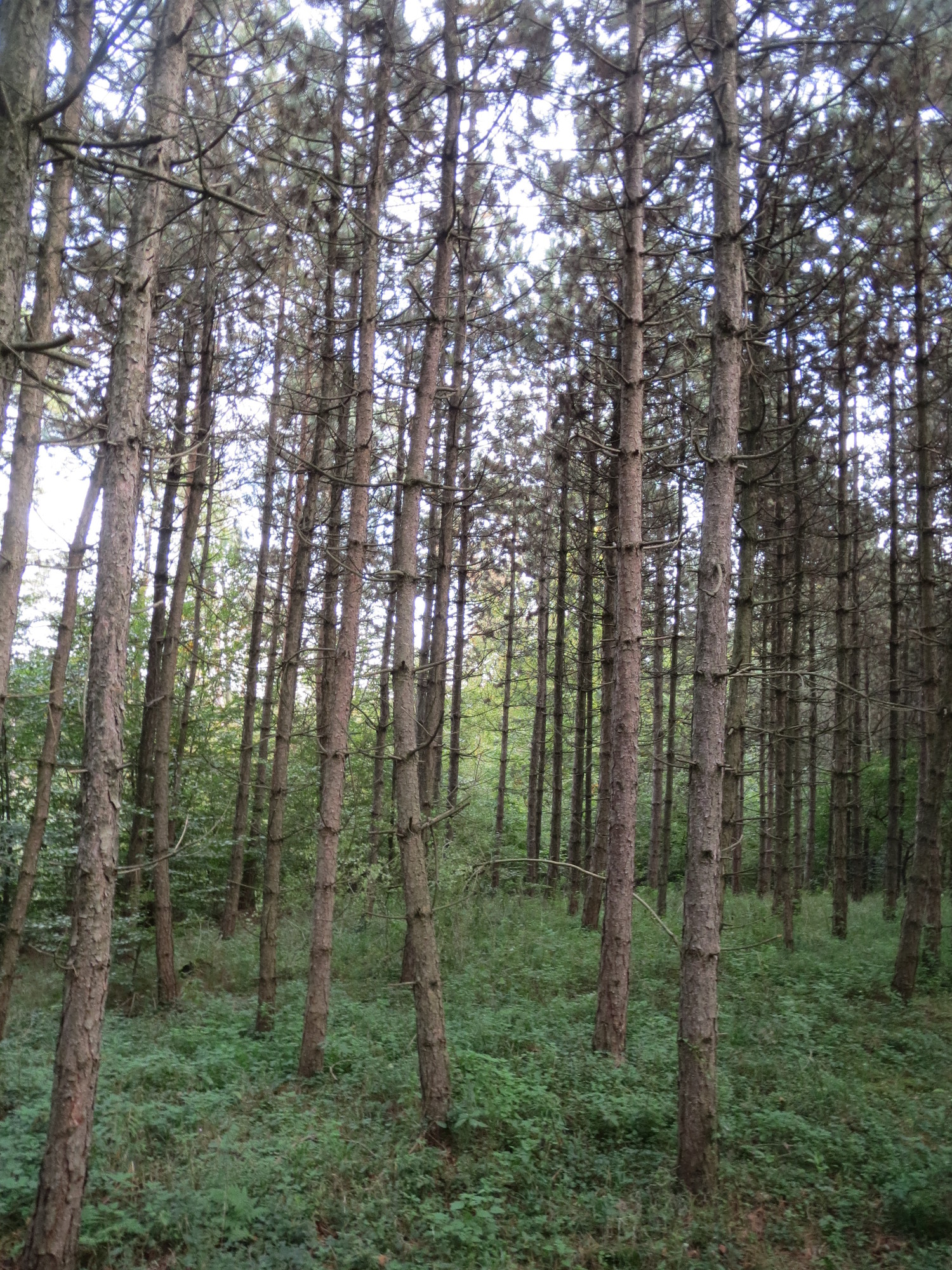
Schwarzkiefern auf dem Saupferchbuckel (2014)

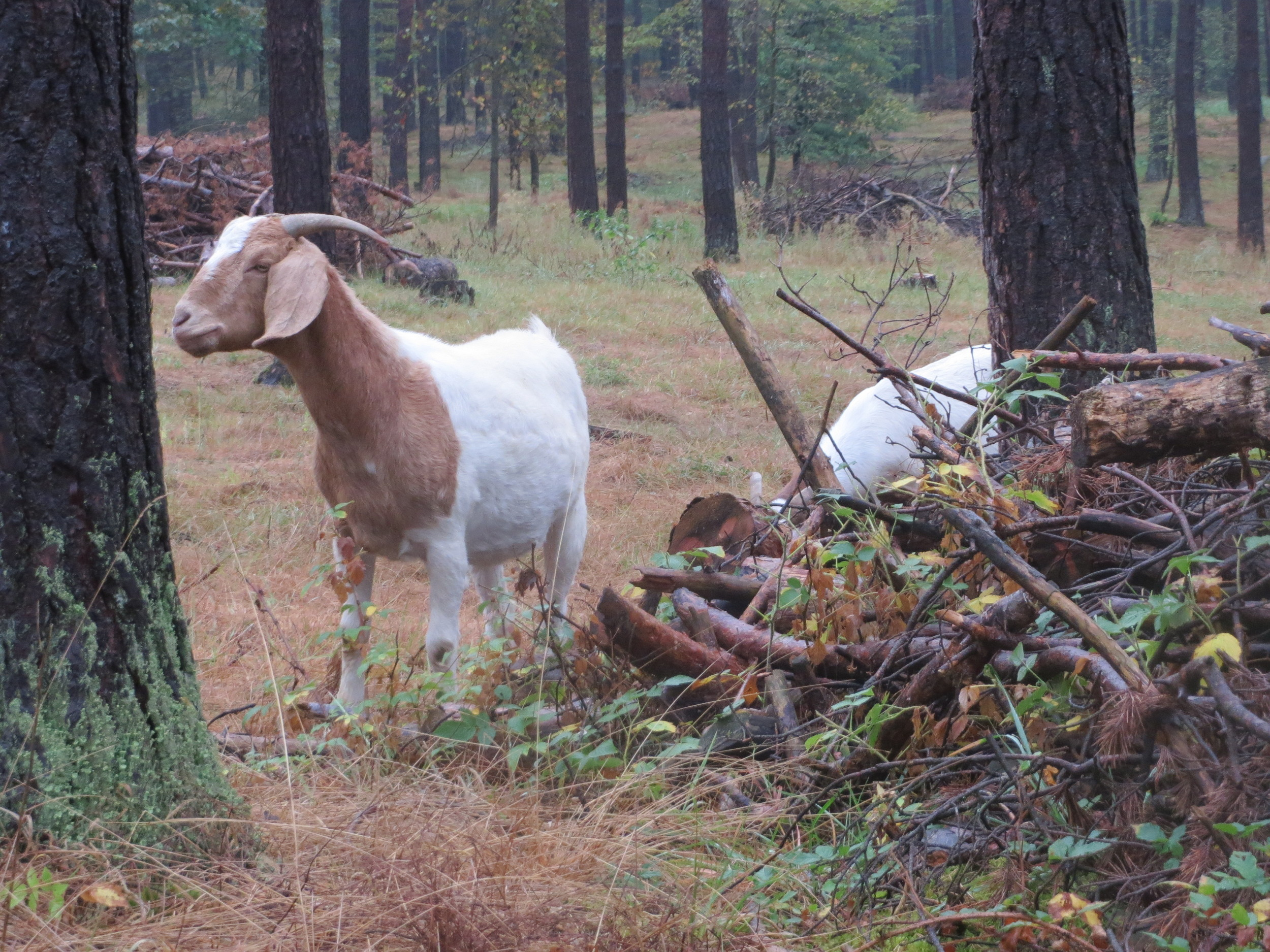
Ziegen im Erilinger Eck

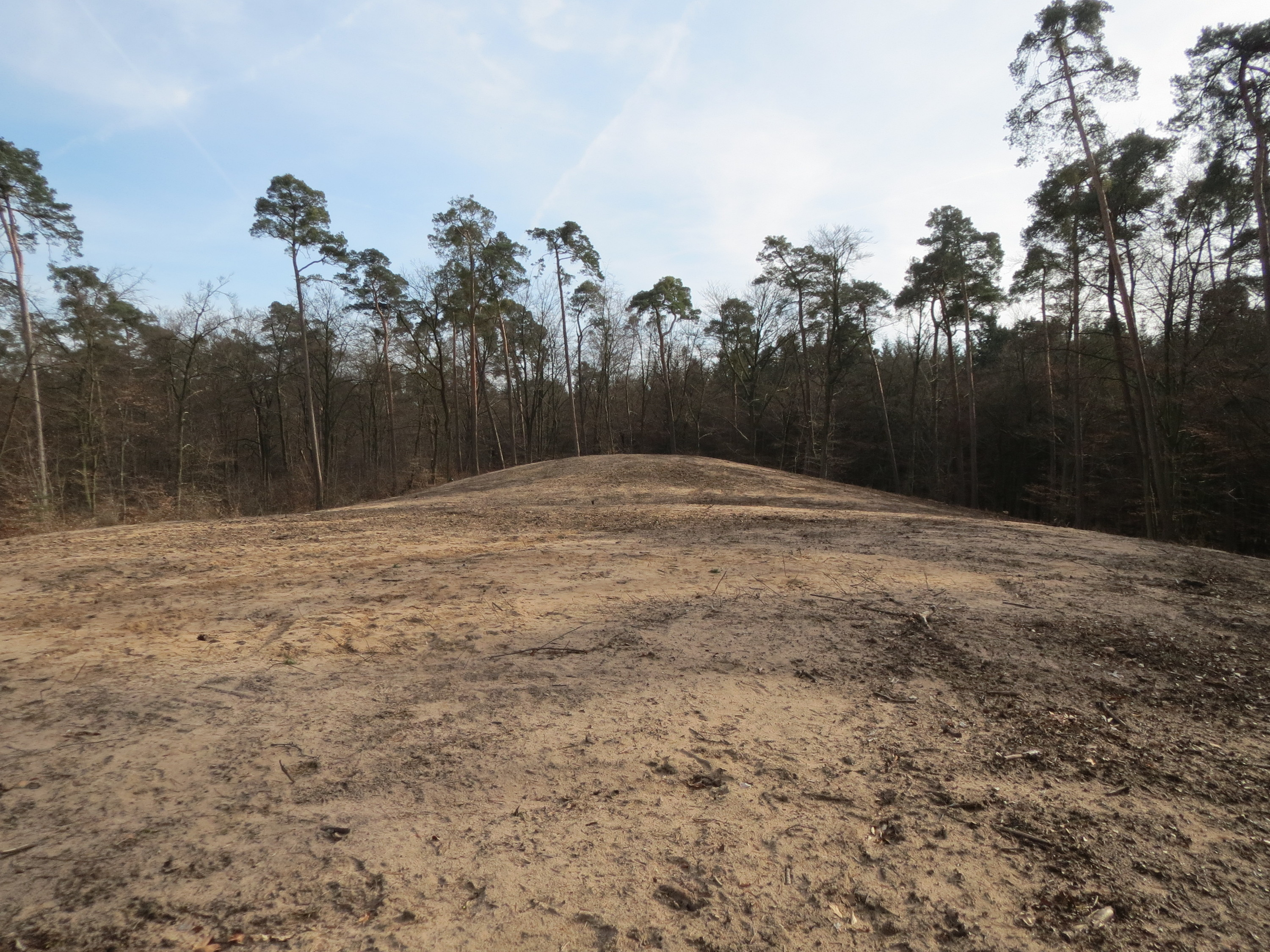
2015 gerodeter Saupferchbuckel

Der Saupferchbuckel  ist eine kleine Binnendüne in der Schwetzinger Hardt auf Walldorfer Gemarkung (höchster Punkt 113  m ü. NHN) ohne Schutzstatus. Der Name rührt vom früheren Viehtrieb her. Die Säue und andere Haustiere wurden in den Wald zum Füttern getrieben. Inzwischen werden in der Schwetzinger Hardt aus Naturschutzgründen wieder Haustiere im Wald gehalten. Der Saupferchbuckel entstand wie die anderen Dünen der Region durch Flugsand am Ende der Eiszeit und gehört zur Dünenkette des Schwetzinger Sandes. Der größte Teil der Fläche wird heute forstwirtschaftlich genutzt. 2015 wurden die Kuppen des Hügels auf Initiative des NABU gerodet sowie die oberste Humusschicht abgetragen, die zuvor versuchsweise mit Schwarzkiefern bepflanzt waren. Neben den bereits im Boden vorhandenen wurden ortstypische Pflanzen aus benachbarten Dünen eingebracht. Vergleichbare Projekte erfolgten auf dem benachbarten Franzosenbusch und dem Maulbeerbuckel.

## Flora und Fauna

### Typische Binnendünen-Pflanzen auf dem Saupferchbuckel

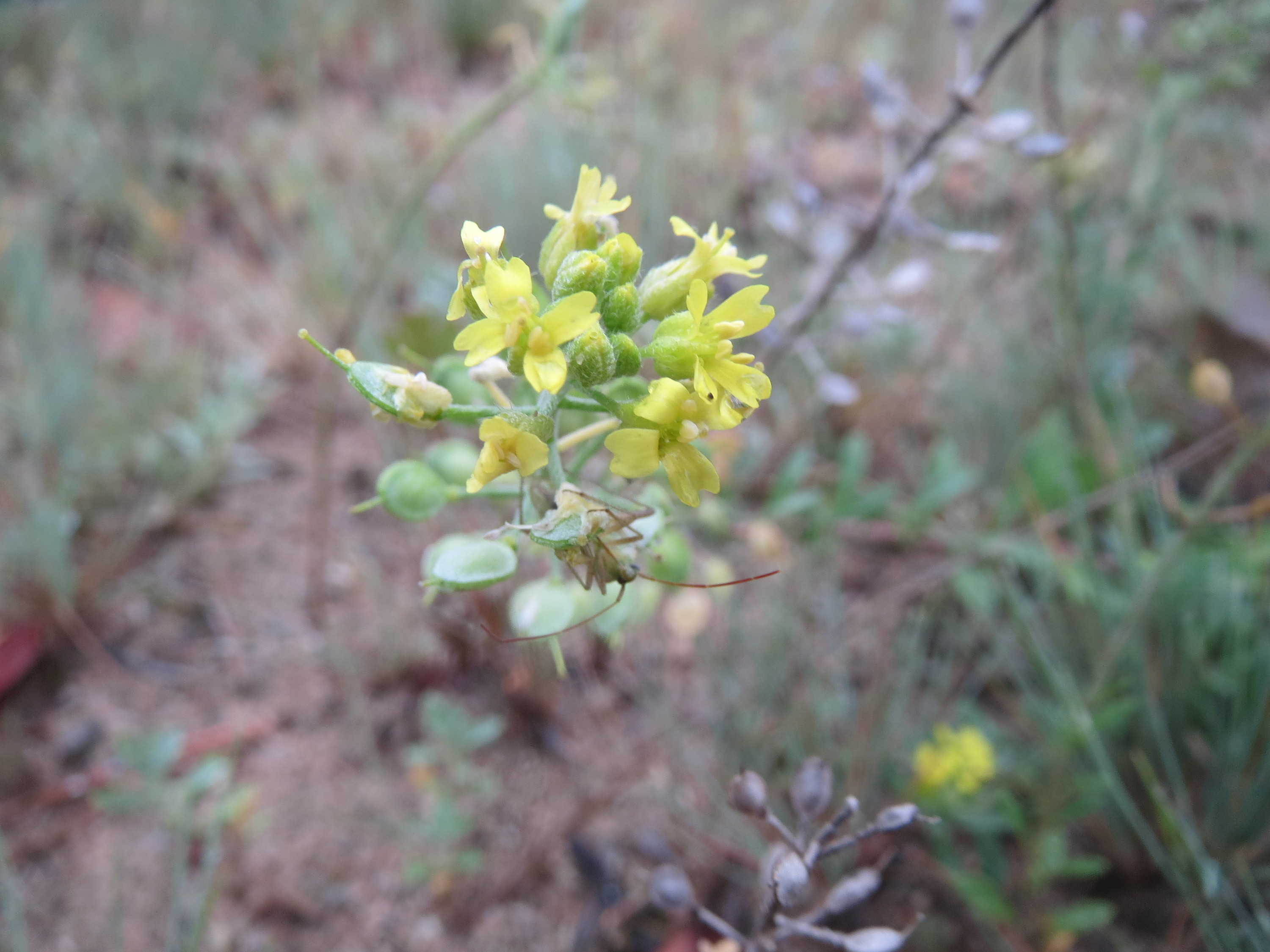
Alyssum montanum
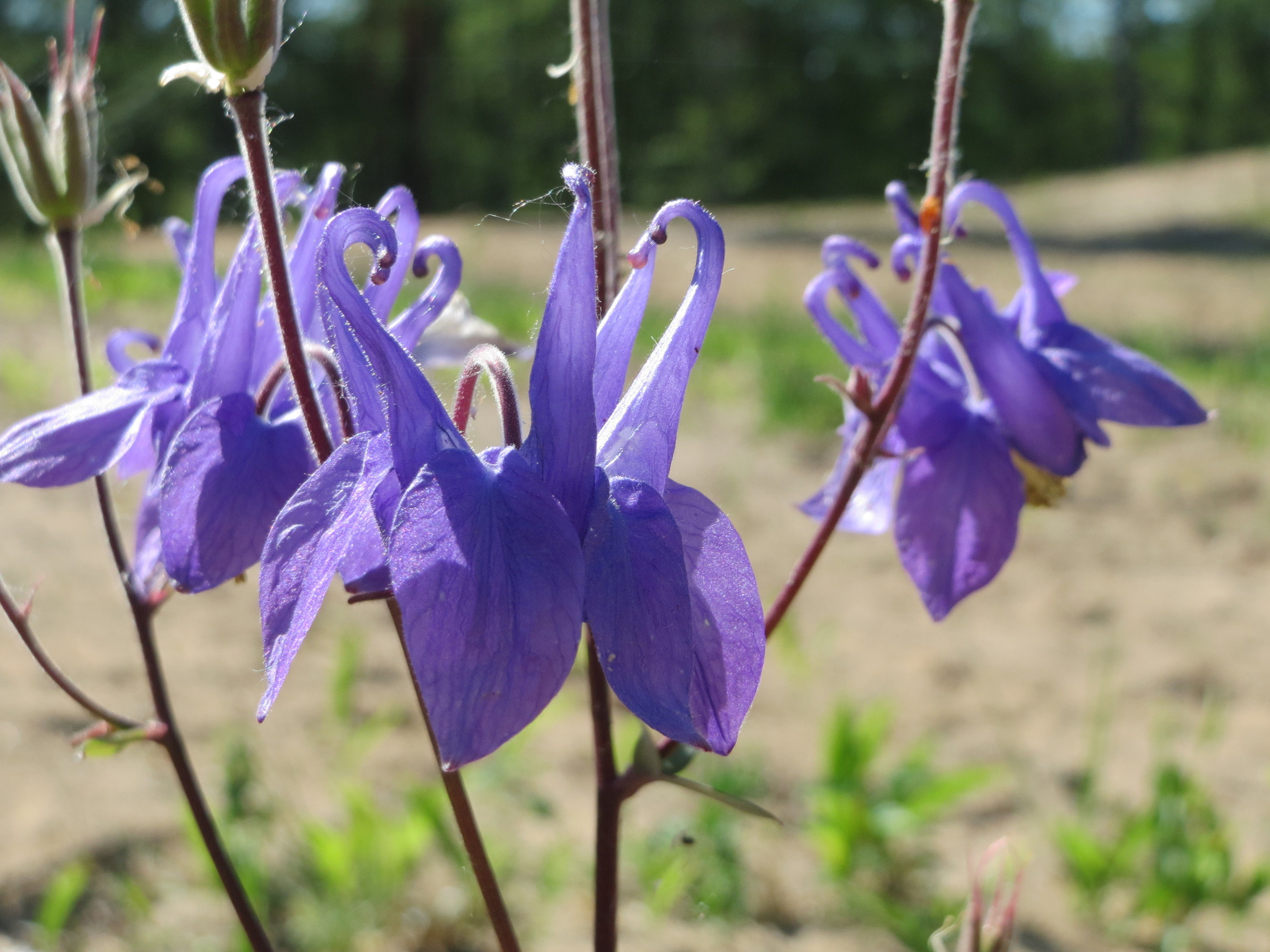
Aquilegia vulgaris
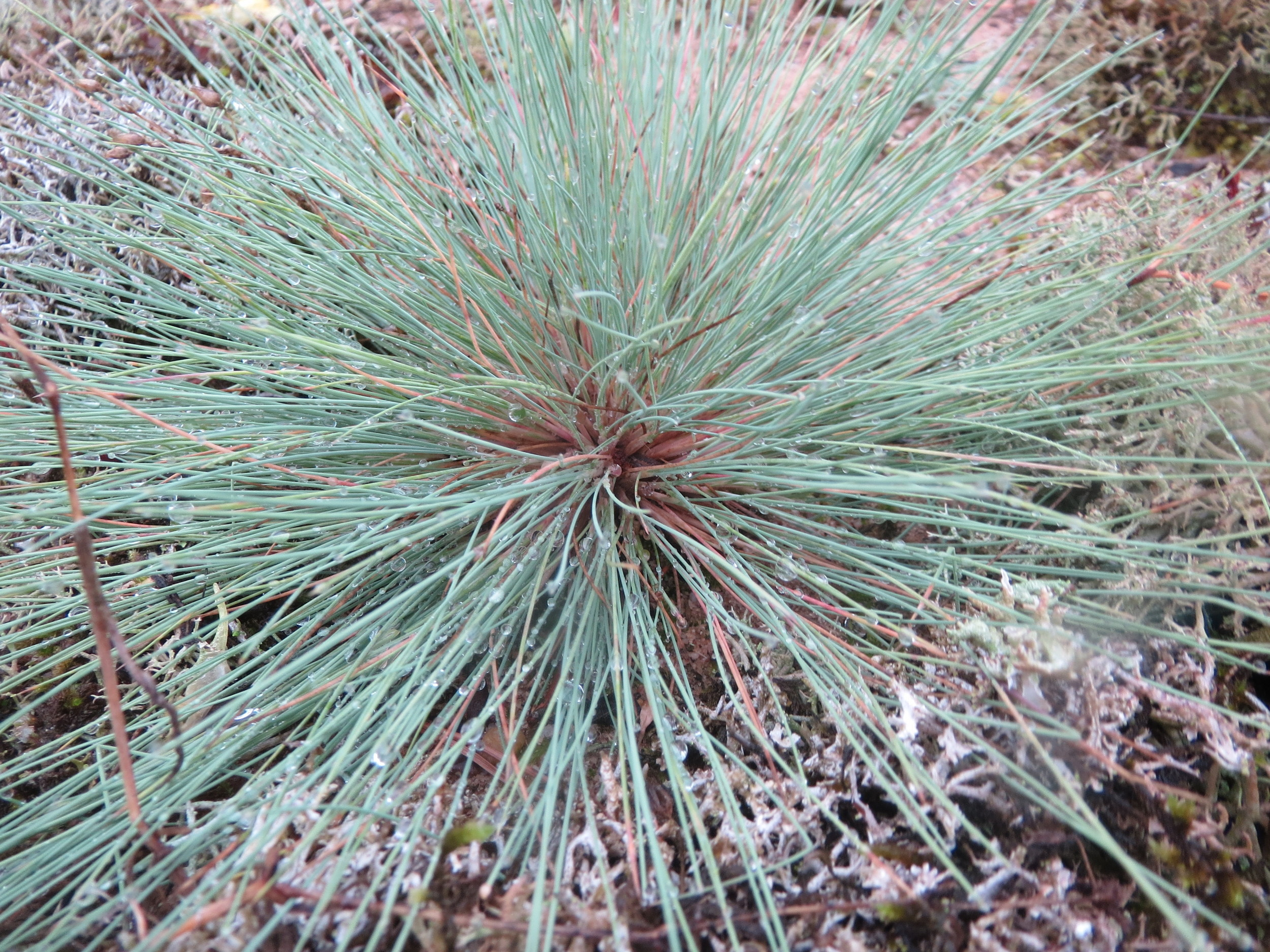
Corynephorus canescens
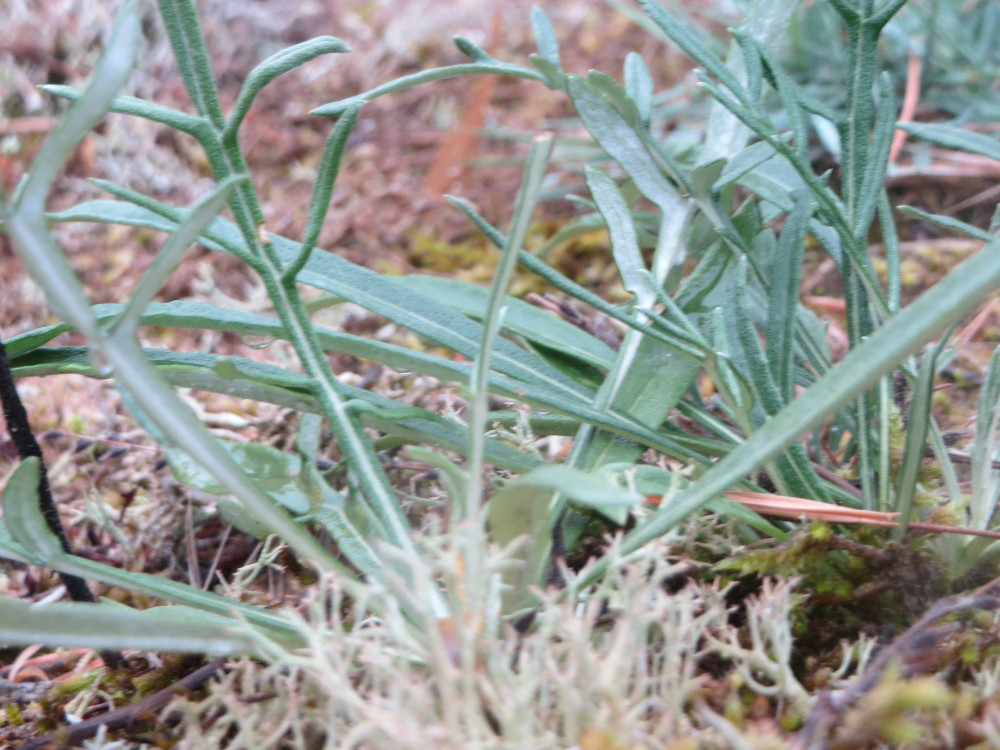
Jurinea cyanoides
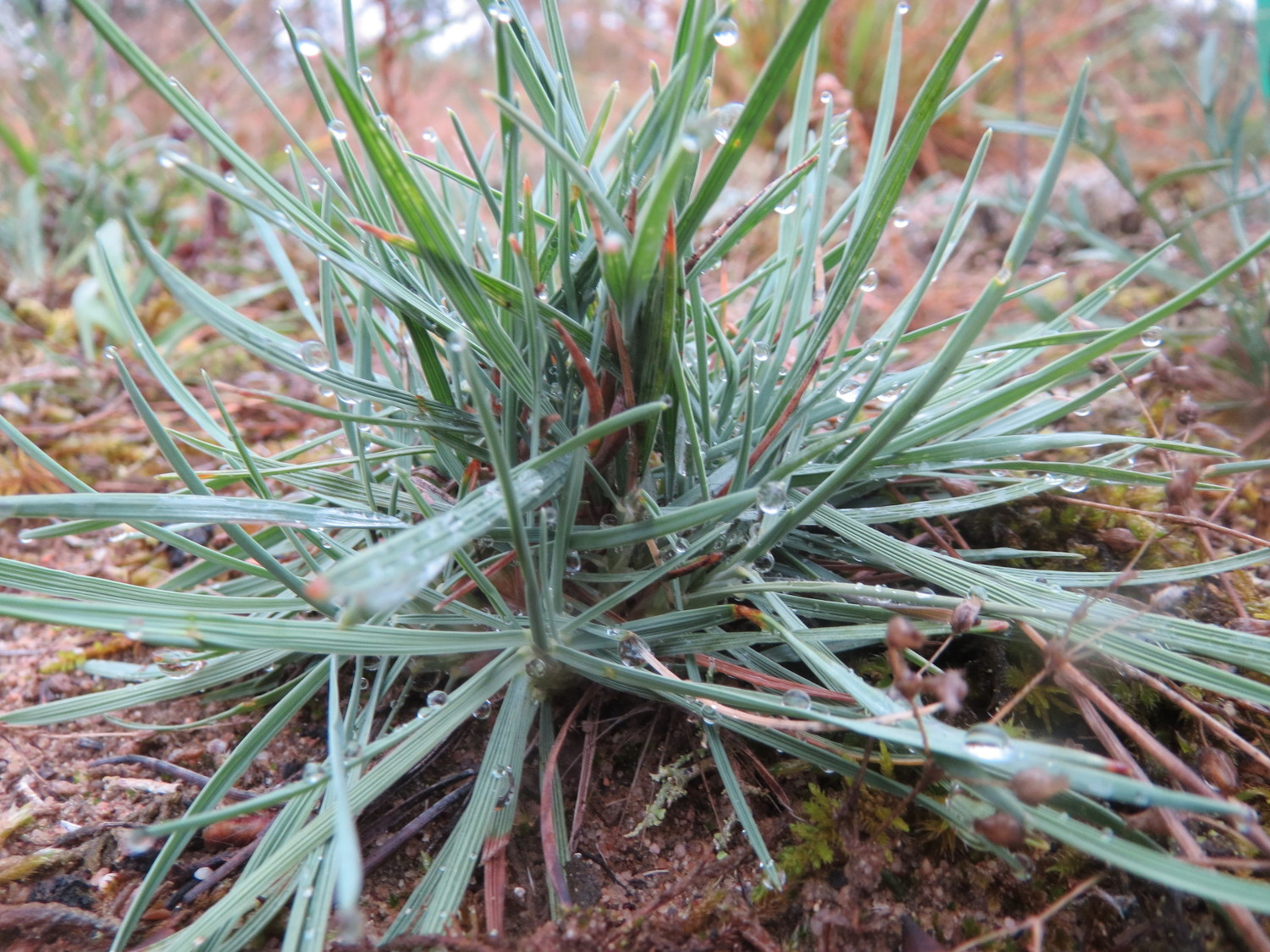
Koeleria glauca
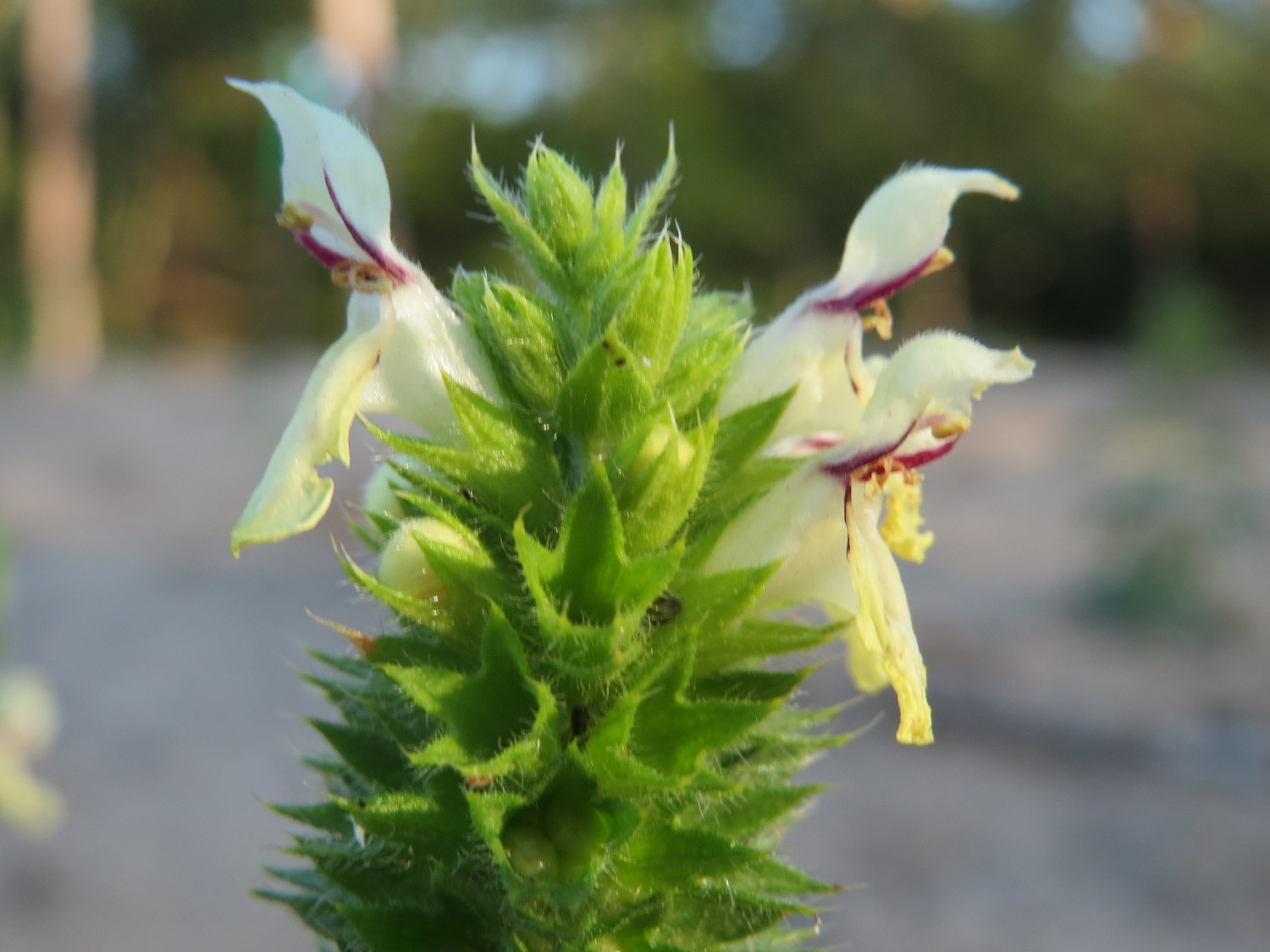
Stachys recta
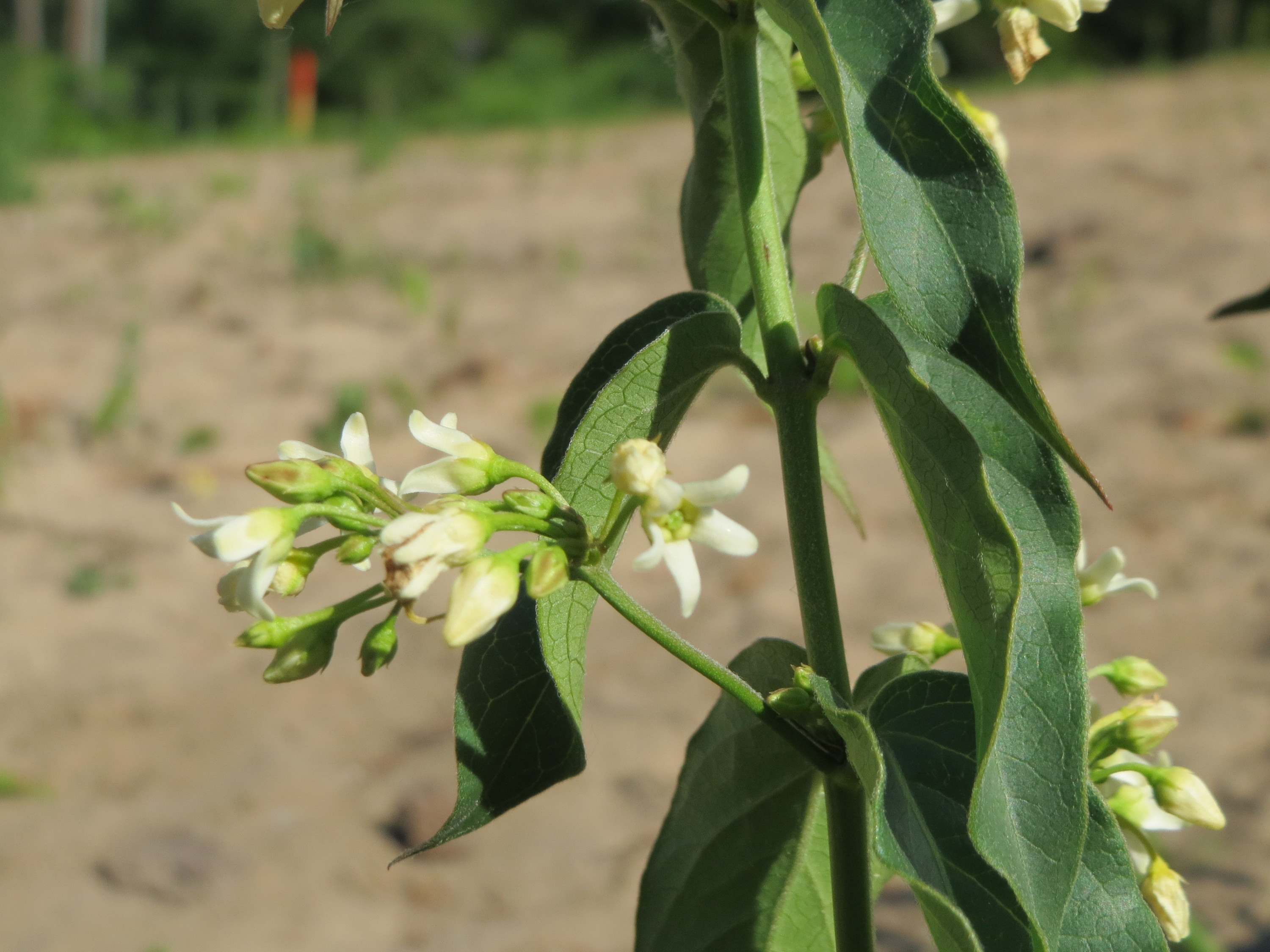
Vincetoxicum hirundinaria